# 히라이 겐타
히라이 겐타(平井健太, 1994년 5월 7일 ~ )는 접영을 주종목으로 하는 일본의 수영 선수이다. 2014년 인천 아시안 게임 남자 접영 200m 결승 경기에서 1분55초47를 기록하며 은메달을 획득했다.

## 학력
- 메이지대학